# C14H17NO2
化学式C14H17NO2（摩尔质量：231.295 g/mol）可能指：
- 茚洛秦，CAS号：60929-23-9
- 2C-G-N，CAS号：207740-21-4

|  | 这个同类索引页列出了具有相同分子式的化学物（即同分異構體）条目。 除非您是有意链接至本页，否则应将相应条目的内部链接指向正确的条目。 |